# Appleknockers Flophouse (nummer)
"Appleknockers Flophouse" is een nummer van de Nederlandse band Cuby + Blizzards. Het verscheen op hun gelijknamige album uit 1969. Dat jaar werd het nummer uitgebracht als de enige single van het album. Op de B-kant staat het nummer Because Of Illness.

## Achtergrond
"Appleknockers Flophouse" is geschreven door zanger Harry Muskee en gitarist Eelco Gelling en geproduceerd door de gehele band in samenwerking met Anton Witkamp. In een interview met radio-dj Hans Schiffers vertelde Muskee vertelde over het nummer: "De titel van een van onze songs is "Appleknockers Flophouse", dat ik samen met Herman [Brood] had bedacht. Flophouse is Amerikaanse slang voor een goedkoop logement voor handelsreizigers en seizoenarbeiders zoals appelplukkers (appleknockers). Het is een autobiografisch nummer over de gezelligheid van de boerderij in Grolloo wat destijds een centrum en broedplaats was van nationale en internationale blues."
"Appleknockers Flophouse" groeide uit tot een van de bekendste nummers van de band. Het bereikte de twaalfde plaats in de Nederlandse Top 40 en de vijftiende plaats in de Hilversum 3 Top 30. Ter promotie van de single en het album werd een publiciteitsstunt bedacht. Cees Wessel en Anton Witkamp, destijds labelmanager en copywriter bij Phonogram/Polygram, nodigden de bandleden en een aantal boeren uit in een café in Wezup voor een fotosessie voor de albumhoes. Wessel bracht vervolgens een stripdanseres naar binnen, die haar act opvoerde. Toen men de volgende dag hoorde dat hier foto's en filmbeelden van waren gemaakt, werd op aandringen van burgemeester Hugo Greebe afgedwongen dat deze opnamen niet gebruikt mochten worden voor de albumhoes en videoclip. In 2016 werden de video-opnamen teruggevonden op de zolder van de inmiddels overleden cameraman en werd het door zijn weduwe geschonken aan het EYE Filmmuseum.

## Hitnoteringen

### Nederlandse Top 40
| Hitnotering: 15-11-1969 t/m 10-01-1970 | Hitnotering: 15-11-1969 t/m 10-01-1970 | Hitnotering: 15-11-1969 t/m 10-01-1970 | Hitnotering: 15-11-1969 t/m 10-01-1970 | Hitnotering: 15-11-1969 t/m 10-01-1970 | Hitnotering: 15-11-1969 t/m 10-01-1970 | Hitnotering: 15-11-1969 t/m 10-01-1970 | Hitnotering: 15-11-1969 t/m 10-01-1970 | Hitnotering: 15-11-1969 t/m 10-01-1970 | Hitnotering: 15-11-1969 t/m 10-01-1970 | Hitnotering: 15-11-1969 t/m 10-01-1970 |
| Week                                   | 1                                      | 2                                      | 3                                      | 4                                      | 5                                      | 6                                      | 7                                      | 8                                      | 9                                      |                                        |
| -------------------------------------- | -------------------------------------- | -------------------------------------- | -------------------------------------- | -------------------------------------- | -------------------------------------- | -------------------------------------- | -------------------------------------- | -------------------------------------- | -------------------------------------- | -------------------------------------- |
| Positie                                | 31                                     | 25                                     | 19                                     | 15                                     | 12                                     | 14                                     | 21                                     | 33                                     | 35                                     | uit                                    |

### Hilversum 3 Top 30
| Hitnotering: 15-11-1969 t/m 03-01-1970 | Hitnotering: 15-11-1969 t/m 03-01-1970 | Hitnotering: 15-11-1969 t/m 03-01-1970 | Hitnotering: 15-11-1969 t/m 03-01-1970 | Hitnotering: 15-11-1969 t/m 03-01-1970 | Hitnotering: 15-11-1969 t/m 03-01-1970 | Hitnotering: 15-11-1969 t/m 03-01-1970 | Hitnotering: 15-11-1969 t/m 03-01-1970 | Hitnotering: 15-11-1969 t/m 03-01-1970 | Hitnotering: 15-11-1969 t/m 03-01-1970 |
| Week                                   | 1                                      | 2                                      | 3                                      | 4                                      | 5                                      | 6                                      | 7                                      | 8                                      |                                        |
| -------------------------------------- | -------------------------------------- | -------------------------------------- | -------------------------------------- | -------------------------------------- | -------------------------------------- | -------------------------------------- | -------------------------------------- | -------------------------------------- | -------------------------------------- |
| Positie                                | 28                                     | 23                                     | 16                                     | 16                                     | 15                                     | 18                                     | 22                                     | 27                                     | uit                                    |

### NPO Radio 2 Top 2000
| Nummer met noteringen in de NPO Radio 2 Top 2000 | '00 | '01 | '02 | '03 | '04 | '05 | '06 | '07 | '08 | '09 | '10 | '11 | '12 | '13 | '14 | '15  | '16  | '17  | '18  | '19  | '20  | '21  | '22  | '23  | '24  |
| ------------------------------------------------ | --- | --- | --- | --- | --- | --- | --- | --- | --- | --- | --- | --- | --- | --- | --- | ---- | ---- | ---- | ---- | ---- | ---- | ---- | ---- | ---- | ---- |
| Appleknockers Flophouse                          | 311 | -   | 314 | 411 | 390 | 419 | 430 | 425 | 420 | 465 | 457 | 288 | 554 | 678 | 833 | 1113 | 1232 | 1142 | 1580 | 1438 | 1509 | 1383 | 1563 | 1424 | 1567 |

1. ↑  Een '-' betekent dat het nummer niet was genoteerd en een vetgedrukt getal geeft de hoogste notering aan.
2. ↑  2000 was het eerste jaar met een notering voor dit nummer.